# Inari, konkon, koi iroha
Inari, konkon, koi iroha (いなり、こんこん、恋いろは。?, Inari, konkon, koi iroha., lett. "Inari, konkon, abbiccì dell'amore."), conosciuto anche abbreviato in InaKon (いなこん?), è un manga scritto e disegnato da Morohe Yoshida e pubblicato sulla rivista Young Ace di Kadokawa Shoten dal 2010 al 2015. La storia segue le vicende di una ragazza, Inari, a cui una divinità ha dato il potere di trasformare il suo aspetto fisico a suo piacimento.
Il manga è stato trasposto in una serie televisiva anime, prodotta dallo studio Production IMS e trasmessa in Giappone nel 2014.

## Trama
La storia è ambientata a Kyōto. Un giorno, andando a scuola, la giovane Inari Fushimi salva una volpe caduta in un canale di scolo. La volpe che aveva salvato era una protetta della dea Uka-no-mitama-no-kami, e questa, per ringraziare Inari, le promette di esaudire un suo desiderio. Inari dice alla dea di voler diventare come la sua compagna di classe Akemi, di cui Inari sospetta che sia innamorato Kōji, il ragazzo che le piace. La dea avvera questo desiderio trasformando le fattezze di Inari in quelle di Akemi. Tuttavia, il nuovo aspetto le crea ben presto dei problemi, e così Inari torna dalla dea per chiederle di farla tornare come prima, ma questa le rivela che le è vietato esaudire più di un desiderio per un singolo umano. Per risolvere la situazione, la dea decide di donare a Inari parte dei suoi poteri, in modo che la ragazza possa ritrasformarsi autonomamente e tornare dalla sua famiglia. Le azioni di Inari quando era ancora sotto forma di Akemi, però, diventano ben presto fonte di malintesi a scuola, e per scioglierli Inari è costretta ad usare ripetutamente i suoi poteri. Il passaggio di poteri divini, inoltre, è stato notato dalle altre divinità: Inari dovrà imparare a controllare i suoi nuovi poteri senza farsi scoprire dalla famiglia, dagli amici e da Kōji.

## Personaggi
Inari Fushimi (伏見いなり?, Fushimi Inari)
Doppiata da: Naomi Ōzora.
La protagonista della storia. Una studentessa delle medie dal carattere positivo, innamorata del coetaneo Kōji Tanbabashi. Dopo aver ricevuto parte dei poteri di Uka, ottiene la capacità di cambiare il suo aspetto a piacimento, recitando una formula da lei stessa inventata.
Si fidanzerà con Kōji, ma a causa dell'ardente desiderio di Uka di diventare un'umana rischierà di diventare lei stessa una dea. Alla fine, grazie all' aiuto della sua famiglia e dei suoi amici tornerà umana ma dovrà rinunciare ai suoi ricordi di Uka e di suo fratello, che ha deciso di diventare una divinità per restare insieme ad Uka non potendo lei diventare umana.
Nell'ultimo capitolo le viene concesso di esaudire un ultimo desiderio e tra le lacrime desidera la felicità di Uka e di suo fratello che non potrà più rivedere.
Uka-no-mitama-no-kami (宇迦之御魂神?, Ukanomitamanokami)
Doppiata da: Hōko Kuwashima.
Divinità di un tempio shintoista di Kyōto, viene spesso chiamata semplicemente Uka (うか様?, Uka-sama); è servita da diverse volpi. Per ringraziare Inari della gentilezza dimostrata nei confronti di una delle sue volpi, esaudisce un suo desiderio e la trasforma in Akemi; quando si rende conto dei problemi creati da questo desiderio, dona a Inari parte dei suoi poteri per permetterle di tornare alle sue fattezze normali.
Uka si innamorerà presto di Tōka e il suo desiderio di diventare umana metterà a serio rischio la vita di Inari. Nell'ultimo capitolo la si vede insieme a Tōka con in braccio un bambino.
Kōji Tanbabashi (丹波橋紅司?, Tanbashi Kōji)
Doppiato da: Hiroshi Okamoto.
Compagno di classe di Inari, fa parte del club di basket della scuola. Ha perso il padre, e vive con la madre e il fratello minore. Inizialmente, Inari sospetta che sia innamorato di Akemi.
Tōka Fushimi (伏見燈日?, Fushimi Tōka)
Doppiato da: Yōji Ueda.
Fratello di Inari, sin da bambino è in grado di vedere gli spiriti. Inizialmente prova diffidenza nei confronti di Uka-sama ma con il tempo si innamorerà di lei. Essendo impossibile per Uka diventare umana alla fine deciderà di diventare lui stesso un Dio per poterle restare accanto. Nell'ultimo capitolo lo si vede insieme ad Uka e ad un bambino mentre osservano Inari ormai cresciuta, andare via con Kōji.
Akemi Sumizome (墨染朱美?, Sumizome Akemi)
Doppiata da: Iori Nomizu.
Compagna di classe di Inari, è una ragazza molto bella. Su invito di Kōji diventa la manager del club di basket. Si innamora di Keiko.
Keiko Sanjō (三条京子?, Sanjō Keiko)
Doppiata da: Kumiko Ikebe.
Ragazza tranquilla e un po' mascolina. È un'amica di infanzia di Inari.

## Media

### Manga
Il manga, scritto e disegnato da Morohe Yoshida, è stato serializzato sul Young Ace di Kadokawa Shoten dal 3 luglio 2010 al 4 aprile 2015 e i capitoli sono stati raccolti in 10 volumi, di cui il primo pubblicato il 31 marzo 2011 e l'ultimo il 2 maggio 2015. Un manga spin-off yonkoma dal titolo Inari, yon-koma, koi iroha (いなり、よんこま、恋いろは。?, Inari, yonkoma, koi iroha), scritto da Yoshida e disegnato da Nanatsu Mukunoki, è stato serializzato sul 4-Koma Nano Ace sempre di Kadokawa Shoten dal numero di maggio fino al quello di ottobre 2013 e pubblicato in seguito in un unico volume tankōbon il 28 dicembre 2013. La serie, escluso lo spin-off, è stata tradotta in inglese e pubblicata digitalmente dalla Kadokawa.

### Anime
L'adattamento anime è stato prodotto da Production IMS e diretto da Tōru Takahashi ed è andato in onda per la prima volta in Giappone dal 15 gennaio al 19 marzo 2014, per un totale di 10 episodi. Il 26 giugno 2014 è uscito in allegato all'8° volume del manga un episodio OAV. Il tema di apertura utilizzato è “Kyō ni koi iro” (今日に恋色?) ed è eseguito da May'n, mentre il tema di chiusura utilizzato è “Saved.”, eseguito da Maaya Sakamoto.

#### Episodi
| Nº | Giapponese 「Kanji」 - Rōmaji                                 | In onda          | In onda |
| Nº | Giapponese 「Kanji」 - Rōmaji                                 | Giapponese       |         |
| 1  | 「いなり、初恋、初変化」 - Inari, hatsukoi, hatsuhenge        | 15 gennaio 2014  |         |
| 2  | 「試練、ひめごと、天照」 - Shiren, himegoto, Amaterasu        | 22 gennaio 2014  |         |
| 3  | 「兄じゃ、五月蠅い、過剰愛」 - Ani ja, urusai, kajōai         | 29 gennaio 2014  |         |
| 4  | 「緋色、宵宮、恋模様」 - Hiiro, yoimiya, koi moyō             | 5 febbraio 2014  |         |
| 5  | 「海月、友達、夏あらし。」 - Kurage, tomodachi, natsu arashi. | 12 febbraio 2014 |         |
| 6  | 「燈日、うか様、恋すてふ」 - Touka, Uka-sama, koi suchō       | 19 febbraio 2014 |         |
| 7  | 「おとめ、ときめく、あかね色。」 - Otome, tokimeku, akaneiro. | 26 febbraio 2014 |         |
| 8  | 「出雲、お見合い、大騒ぎ。」 - Izumo, omiai, ōsawagi.         | 5 marzo 2014     |         |
| 9  | 「きつね、黄昏、天の川。」 - Kitsune, tasogare, ama no gawa.  | 12 marzo 2014    |         |
| 10 | 「いなり、こんこん、恋いろは。」 - Inari, konkon, koi iroha.  | 19 marzo 2014    |         |

### Drama-CD
In allegato al primo Blu-ray della serie anime è stato pubblicato un drama-CD intitolato Inari, omamori, hatsu date (いなり、お守り、初でぇと?, Inari, omamori, hatsu deeto), con il cast della serie anime.